# Колорадо
Колора́до (англ. Colorado; МФА: [kɒləˈrædoʊ]) — штат у центральній частині США, в Скелястих горах та на Колорадській височині. Площа — 269 837 км², населення — майже 5,5 млн мешканців. Адміністративний центр — Денвер (у міській агломерації зосереджено більш ніж половина жителів штату).
Видобуток руд урану, молібдену, ванадію; нафтова, вугільна, металургійна, машинобудівна, авіаційна промисловість; вирощування (штучне зрошування) пшениці, кукурудзи, цукрових буряків; вівчарство; туризм; зимові види спорту (Колорадо-Спрінгс).
Міста: Денвер (адміністративний центр), Колорадо-Спрінгс, Аурора, Лейквуд, Форт-Коллінс, Грилі, Пуебло, Боулдер.
Рельєф: Великі рівнини на сході, Скелясті гори, високогірні плато басейну Колорадо на заході.
На території штату розташовані: національний парк Скелясті гори, пік Пайкс, доісторичні стоянки та національний парк Меса-Верде, Сад богів (природні скульптури з пісковику), Національний пам'ятник динозаврів, Великі піщані дюни, міста «примар» біля старих шахт, курорти, включаючи Аспен і Вейл.

## Історія
Іспанські конкістадори вперше прибули в XVI столітті (Франсиско Васкес де Коронадо). У цьому районі помітили червоний (ісп. color Rosado) мул у річці, яку вони назвали Ріо-Колорадо, від чого зрештою й з'явилася назва штату.Територія належала Іспанії з 1706 року, східна частина відійшла до США в 1803 році, решта території — в 1845 і 1848 роках у результаті війни з Мексикою. Денвер заснований з відкриттям золота в 1858 році. Колорадо став штатом у 1876 році.

## Мовний склад населення (2010)[2]
| Мови        | Частка людей старше 5 років, % |
| ----------- | ------------------------------ |
| Англійська  | 83,24                          |
| Іспанська   | 11,92                          |
| Німецька    | 0,62                           |
| В'єтнамська | 0,41                           |
| Французька  | 0,36                           |
| Корейська   | 0,34                           |
| Китайська   | 0,29                           |
| Російська   | 0,29                           |
| Арабська    | 0,17                           |
| Тагальська  | 0,15                           |
| інші        | 2,21                           |

## Судова система і злочинність
У штаті Колорадо діє проста судова система, яка переважно складається з апеляційних судів і судів першої інстанції. Крім того, існує кілька інших адміністративних і спеціалізованих судів, включаючи суди дрібних справ, суд по спадкових справах, суд у справах неповнолітніх. Суди апеляційної інстанції складаються з Верховного суду та апеляційного суду. Суди першої інстанції складаються з районних, муніципальних і водних судів.
За даними за 2018 рік рівень насильницьких злочинів в Колорадо складав 397,2 випадки на 100 000 осіб, це трохи вище в порівнянні з національним показником в 380,6 випадку на 100 000 осіб. Найнебезпечніше місто в штаті — Пуебла.

## Цікаві факти
- У штаті Колорадо розташоване Висяче озеро(інші мови).